# Bertil Fridhagen
Bertil August Julius Fridhagen, född 16 februari 1905 i Norra Sandsjö socken, Jönköpings län, död där 23 mars 1993, var en svensk arkitekt och möbelformgivare.

## Biografi
Bertil Fridhagen växte upp i Bodafors. Hans far var snickare och han började själv också som snickare vid  AB Svenska Möbelfabrikerna i Bodafors. Där var han sedan elev hos arkitekten Carl Erik Ekholm. Därefter vidareutbildade han sig vid Tekniska skolan i Stockholm. 
Fridhagen kom tillbaka till Bodafors 1937. Först var han anställd vid Sandsjö Möbelfabrik 1937–1939 och sedan chefsarkitekt vid Svenska Möbelfabrikerna i Bodafors, där han efterträdde sin läromästare Ekholm. Han blev av betydelse för Svenska Möbelfabrikernas framgång och år 1964 svarade Fridhagens modeller för två tredjedelar av hemmöbelproduktionen, medan den mer välkände Carl Malmstens modeller stod för en fjärdedel.
Fridhagens största försäljningsframgång var kombinationsserien Variett. Han vann också priser vid olika designtävlingar,  bland annat i Danmark 1954, California State Fair i Sacramento med Librettserien 1956, i Italien 1966, 1968 och 1970 samt i Tennessee 1972. Han ritade även byggnader, men framförallt inredningar, i till exempel Bodafors kyrka. 

## Möbelserier
- Librett
- Variett
- Facett
- Bonett
- Reno
- Renett

## Hus
Ralingsåskyrkan 1963